# Pontegradella

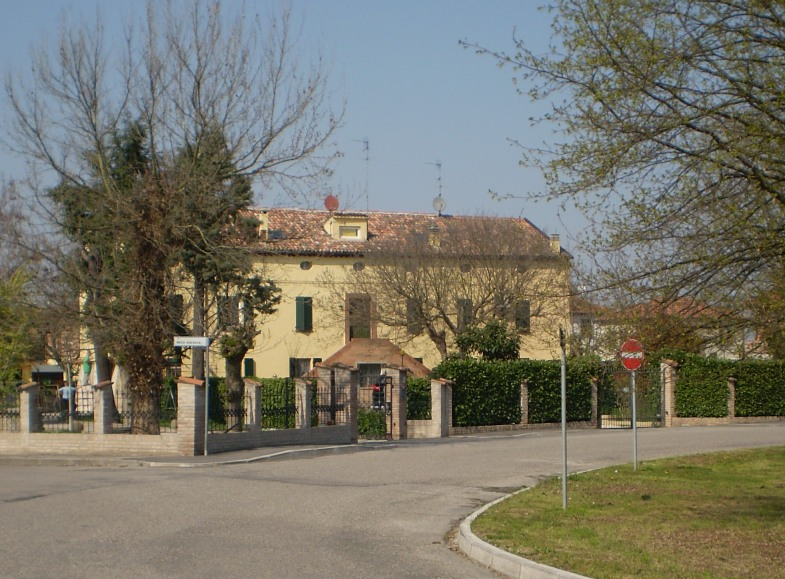
Casa Sitta.

Pontegradella è una frazione di 1 118 abitanti del comune di Ferrara, facente parte della Circoscrizione 4. Si trova a est del capoluogo a circa 2 chilometri di distanza dalle mura cittadine.

## Geografia fisica
La zona abitativa del borgo sorge su un'area prevalentemente pianeggiante, caratterizzata da ampi campi coltivati e canali di scolo. Le basse temperature in inverno ne fanno una zona soggetta a numerosi giorni di nebbia e di pioggia, fattori climatici che caratterizzano tutto il territorio ferrarese, mentre l'estate appare più calda e afosa.

## Origini del nome
In passato la località era riferita anche con i toponimi “Ponte Gradella” o “Ponte della Gradella”. Il toponimo deriva probabilmente da “gratella” ovvero “graticcio”; si riferiva a un piccolo ponte di grate di legno che permetteva l'attraversamento del canale Naviglio, un tempo navigabile. Secondo altre fonti (ASF, not. Olivieri Andrea, matr.73, p. 5., atto notarile che registra l'investimento in terra da parte di Silvetro de Gradellis), invece, il nome coniugherebbe i due elementi prevalenti del sito: il ponte sul canale Naviglio e il nome, secondo la tradizione romana, della gens de Gradellis, cioè della famiglia che per prima nella zona acquistò della terra. Le mappe corografiche dell'area a partire dal 1400 infatti, indicano con il nome "La Gradella" il ponte con l'incrocio della via "comuna" (via Pioppa) con la strada pubblica, parallela al corso del Naviglio.

## Storia
Pontegradella era considerata in passato una estensione del quartiere Quacchio (toponimo che deriva dal latino aquatio), nome che si riferisce a un vasto territorio acquitrinoso intorno al Po di Volano e alle opere di canalizzazione limitrofe.
Questo era parte di un insieme borghi situati a ridosso delle mura orientali della città. Alcuni dei borghi originari furono rasi al suolo nel Medioevo, per ordine di Alfonso I d'Este, allo scopo di estendere la zona di difesa esterna in quest'area della città.
I primi insediamenti a Pontegradella risalgono al XII secolo, quando le bonifiche resero abitabili queste aree paludose. Il borgo era considerato fra quelli raggiungibili per via fluviale dal Po di Volano. Il ramo navigabile principale di questo sistema idrico, in epoca medievale, aveva un andamento completamente diverso da quello attuale e – a quanto pare – formava anche una serie di isole.
Un decreto emesso nel 1438 impegnava il Ducato Estense a fornire stabilmente un medico, una scorta di medicinali e un barcaiolo per questa località.
Pontegradella ebbe lo status di frazione solo ai primi del ‘900. Il luogo, che prima era un semplice crocevia presso il ponte sul Naviglio tra via Pioppa e via Pontegradella, fu dotato di un proprio ufficio postale e di una parrocchia dedicata a San Pietro costruita nel 1960. Nel 1911 venne costruita la scuola elementare Archiviato il 15 febbraio 2016 in Internet Archive., che attualmente fa parte dell'Istituto Comprensivo Statale "Don Lorenzo Milani". Poco distante dalla scuola, sul lato opposto della stessa via Pioppa, si trova la scuola dell'infanzia "Agnese Zanardi", edificata nel 1954 su un terreno di proprietà Zanardi Prosperi, in precedenza gestito dalle suore francescane di Malta ed attualmente dismesso.

## Luoghi d'interesse
Sulla via Pontegradella che costeggia il Naviglio spicca un edificio detto Villa delle Statue, una grande casa colonica padronale con vasto giardino e pertinenze rurali che fu di proprietà dei marchesi Tassoni Estense, circondata da mura merlate decorate con grandi calchi di gesso. Recentemente è stato ristrutturato e suddiviso in diverse signorili unità immobiliari.
Sulla via Pioppa, di fronte alla chiesa di San Pietro Apostolo, sorge Casa Sitta, villa ottocentesca fatta costruire dagli omonimi possidenti terrieri, in cui nacque e visse fino agli anni trenta l'allora rettore dell'Università Pietro Sitta. 

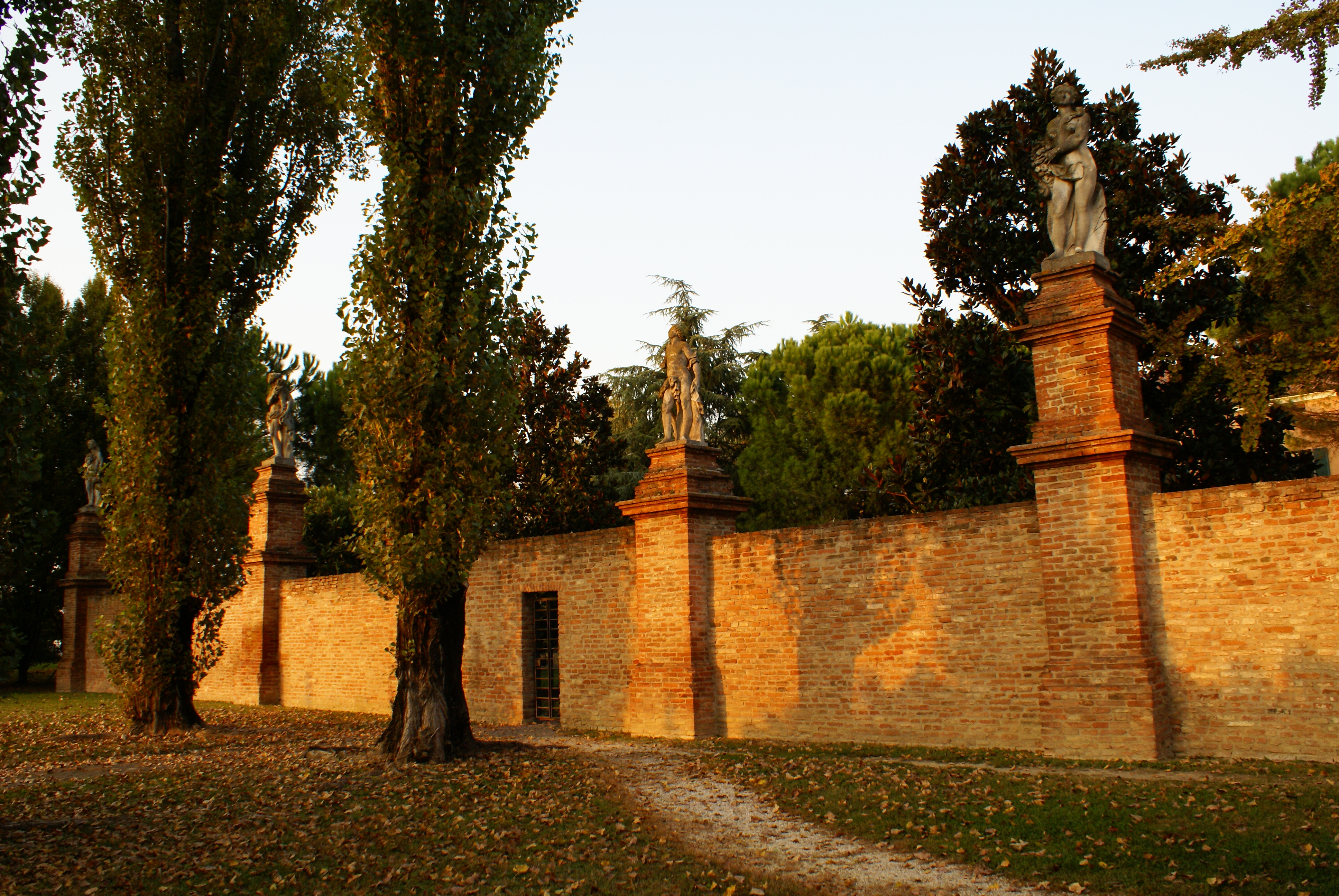
Villa delle Statue. Muro di cinta esterno.

## Geografia antropica

### Urbanistica
Vi è stata negli ultimi anni una forte espansione residenziale; i nuovi insediamenti, collegati a Pontegradella tramite piste ciclabili e piccoli ponti sul canale del Naviglio, alternandosi alle aree di campagna, costituiscono un paesaggio urbano "verde" ormai caratteristico di questa zona della città. Le nuove aree abitative si sono insediate maggiormente lungo la Via Pontegradella mentre l'interno del borgo è stato soggetto ad un miglioramento in termini di viabilità con l'aggiunta di una nuova segnaletica insieme all'illuminazione pubblica mentre le nuove aree residenziali si sono intensificate a nord del borgo.

### Suddivisioni amministrative
Al giorno d'oggi la frazione è parte della Circoscrizione 4, il cui territorio paesaggistico finora è stato preservato dall'inserimento di attività produttive. Un'altra piccola suddivisione della frazione è quella di "Ponte Travagli" ubicato a nord del borgo.

## Infrastrutture e trasporti

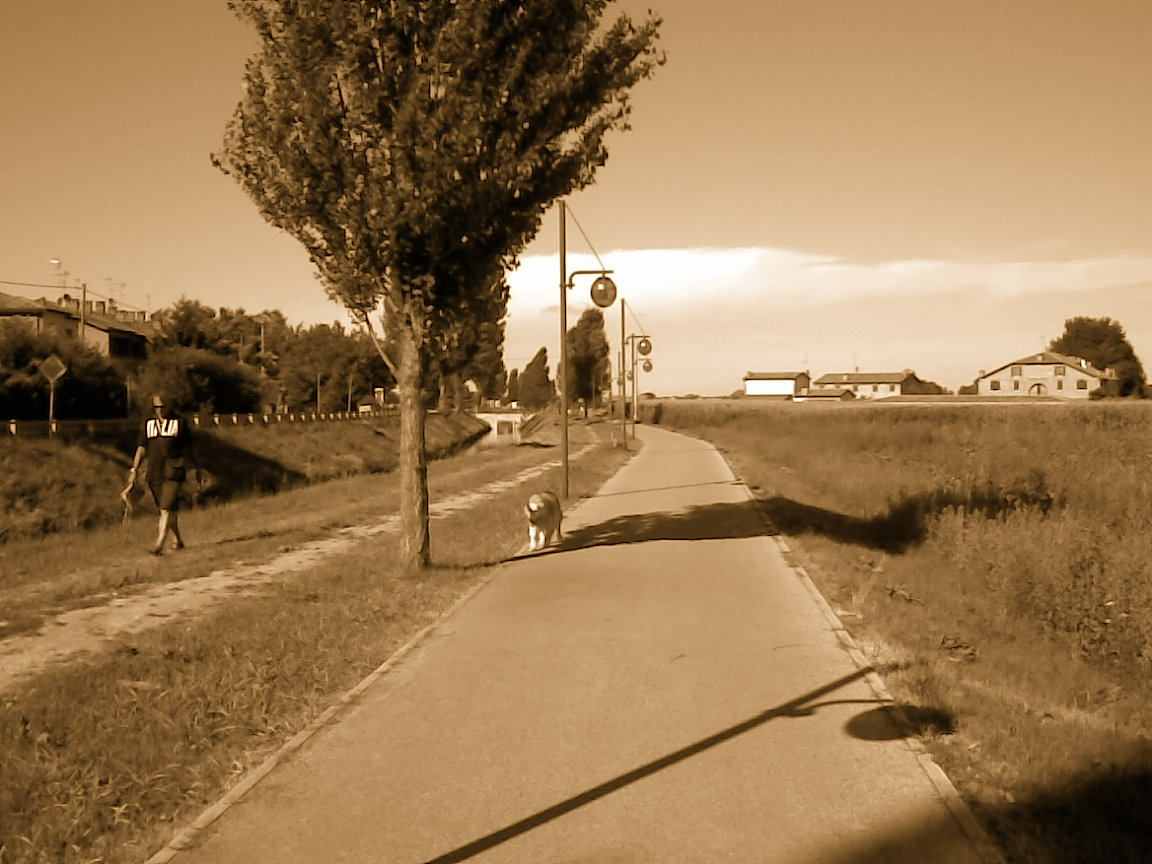
Strada di campagna presso Pontegradella.

### Strade
Pontegradella è collegata a Ferrara tramite l'omonima via principale che parte dalla circonvallazione est di Via Caretti fino al borgo. La via di collegamento secondaria più importante è la Via Copparo che arriva al borgo innestandosi a nord dei suoi confini. La frazione è caratterizzata da un'unica strada che l'attraversa tutta nella sua lunghezza, ovvero Via Pioppa. Recentemente, grazie all'interramento di una porzione del canale ed alla realizzazione di un parcheggio e di alcune aiuole, l'antico crocevia ha acquisito l'aspetto di una piccola piazza dotata di attraversamenti pedonali e nuova segnaletica verticale.

### Mobilità urbana
La frazione è collegata alla città dalla linea urbana di trasporto pubblico nº 9, gestita da Tper, il cui tragitto è stato recentemente allungato sino alla vicina località di "Ponte Travagli", e da corse della linea extraurbana Ferrara - Copparo - Ariano - Goro.